# عزلة بني قيس (عمران)

تعديل مصدري - تعديل

عزلة بني قيس هي إحدى عزل مديرية بني صريم في محافظة عمران اليمنية ويبلغ تعداد سكانها 12044 نسمة حسب التعداد السكاني في اليمن لعام 2004.